# Ninco Nanco
Giuseppe Nicola Summa, dit Ninco Nanco (ou, en dialecte aviglianais Ninghe Nanghe), est un hors-la-loi italien né à Avigliano le 12 avril 1833 et mort à Frusci le 13 mars 1864.
Il fut un des plus fidèles lieutenants de Carmine Crocco et l'auteur de nombreuses attaques aux dépens de riches propriétaires et des militaires appartenant à la maison de Savoie. Connu pour ses talents de guérillero pour sa brutalité et pour son indifférence, il reste un des brigands les plus redoutés de son époque.
Sa réputation de cruauté ne l'empêche pas d'être considéré par certains comme un héros populaire, représentant une partie du peuple révoltée contre les abus et la répression.

## Biographie

### Débuts
Fils de Domenico Summa et d'Anna Coviello, Ninco Nanco (dont le surnom provient de la famille de son père) naît dans un environnement familial désavantagé et en délicatesse avec la loi. Son oncle maternel, le brigand Giuseppe Nicola Coviello, meurt dans l'incendie d'une cabane de paille dans laquelle il s'était réfugié pour échapper aux carabiniers, ce qui lui vaudra le surnom posthume de « Cola l'Arso » (Nicolas le Brûlé). Un de ses oncles paternels, Francescantonio, est condamné à dix ans de réclusion pour avoir frappé un gendarme et, sorti de prison, s'enfuit dans les Pouilles après avoir assassiné, lors d'une querelle de jeu, un homme à coups de couteau.
Son père, un paysan honnête, est alcoolique. Une de ses tantes et une de ses sœurs s'adonnent à la prostitution. Encore enfant, Giuseppe travaille comme domestique pour un notable, Giuseppe Gagliardi. Plus tard, on le retrouve gardien de vignoble. À 18 ans, il épouse Caterina Ferrara, orpheline de père et de mère. Le mariage, qui ne donnera pas d'enfant, dure deux ans. Dans sa jeunesse, Giuseppe est souvent mêlé à de violentes bagarres. Lors de l'une d'entre elles, il reçoit à la tête un coup de hache qui ne sera pas mortel. Une autre fois, il est battu et poignardé à la jambe par quatre ou cinq hommes. Après quelques mois de convalescence, il choisit de se faire justice lui-même et tue un de ses agresseurs à coups de hache. Cet homicide lui vaut dix ans d'emprisonnement à Ponza, mais il parvient à s'en évader en août 1860. Arrivé à Naples, il tente de s'engager dans l'armée de Giuseppe Garibaldi afin d'obtenir une grâce, mais il n'y est pas admis. À Salerne, il tente à nouveau, en vain, de s'engager dans la troupe insurrectionnelle d'Avigliano, conduite par Nicola Mancusi, puis dans la Garde Nationale. Contraint à la clandestinité, il se réfugie dans les forêts du Vulture et s'y livre au brigandage.

### Brigandage
« Le gouvernement italien nous a envoyé la force pour nous persécuter. Eh bien, faisons lui voir, à partir d'aujourd'hui, que nous n'avons pas l'intention de lui prêter obéissance »

— Ninco Nanco
Le 7 janvier 1861, Ninco Nanco fait la connaissance de Carmine Crocco, dont il devient un des lieutenants les plus fidèles. Ensemble, ils se livrent à de nombreux pillages. Ils sévissent dans toute une partie du Basilicate, dans la province d'Avellino et dans celle de Foggia, prennent le contrôle du Vulture, sans jamais pouvoir s'emparer d'Avigliano, sa cité natale. Ils s'en prennent aux forces de l'ordre, mais aussi aux familles les plus en vue, recourant à l'assassinat, à l'enlèvement, à la menace et au pillage pour obtenir leur protection.
Ninco Nanco se distingue en particulier lors de la bataille d'Acinello, au cours de laquelle il commande la cavalerie des brigands et montre des qualités véritablement militaires. Il commence à être réputé pour sa cruauté. Sa compagne, Maria Lucia Di Nella, connue sous le nom de Maria 'a Pastora (la Bergère), une hors-la-loi originaire de Pisticci, est toujours à ses côtés pendant ses méfaits. Selon les traditions populaires, quand Ninco Nanco arrache le cœur de la poitrine des bersagliers qu'il a fait prisonniers, Maria lui tend elle-même le couteau.
Le souvenir de ces pratiques barbares était encore vivant parmi les habitants du Basilicate en 1935, lorsque Carlo Levi y était « confiné » par le régime fasciste. L'écrivain rencontra des habitants qui affirmaient en avoir été témoins, et il rapporta leurs anecdotes dans son livre Le Christ s'est arrêté à Eboli. Les allégations de torture sur les militaires faits prisonniers furent cependant démenties par Crocco, qui assurait que Ninco Nanco « n'était féroce que pour sa propre défense ».
En janvier 1863, Ninco Nanco et des membres de sa bande assassinent le délégué Costantino Pulusella, le capitaine Luigi Capoduro, de Nice, et quelques soldats, après que Capoduro, espérant amener le brigand à se rendre se soit aventuré dans les bois de Lagopesole. On retrouvera les cadavres quelques jours plus tard, Pulusella les mains tranchées, Capoduro décapité, sa tête posée à quelque distance sur une pierre, avec un caillou entre les dents. Sur son torse, une croix de la maison de Savoie avait été incisée.
Le 12 mars 1863, dans les environs de Melfi, il commet un massacre sur un groupe de chevau-légers de Saluces sous les ordres du capitaine Giacomo Bianchi. Il est aidé dans cette entreprise par certains membres de la bande de Crocco : Giovanni « Coppa » Fortunato, Caporal Teodoro, Marciano, Sacchetiello e Malacarne. Seuls deux soldats piémontais en réchappent, tandis que le capitaine Bianchi est tué par Coppa d'un coup de poignard à la nuque, séparant la tête du tronc.
Malgré sa férocité, Ninco Nanco se montre parfois généreux : il aide ses sœurs tombées dans la misère, se montre très pieux et envoie de l'argent aux prêtres pour qu'ils    célèbrent des messes en l'honneur de la Madonna del Carmine, dont il porte en permanence l'effigie sur lui. Pendant l'assaut sur Salandra, il épargne un prêtre qui, dans le passé, avait porté assistance à sa famille, et le place sous sa protection. Les objets de valeur qu'il dépose régulièrement dans la chapelle de Monte Carmine seront par la suite saisis par la justice (1863), et le produit de leur vente utilisé pour sauvegarder l'édifice.
L'anthropologue Quirino Bianchi, appartenant à l'école de Cesare Lombroso, et auteur d'une biographie de Ninco Nanco, le classe parmi les « brigands féroces et d'un naturel pervers » appartenant à « une famille dégénérée ». Il soutient cependant que Ninco Nanco, ayant pitié des miséreux, ordonna au bandit Giuseppe Pace, dit Castellanese, de cesser de menacer de mort les pauvres qui ne pouvaient soutenir matériellement les bandes de brigands.

### Mort
Les activités criminelles de Ninco Nanco commencent à péricliter le 8 février 1864, quand dix-sept membres de sa bande sont abattus dans les environs d'Avigliano. Le 15 février, une récompense de 15 000 lires est placée sur sa tête. Un mois plus tard, le 13 mars, Ninco Nanco et deux de ses fidèles (dont son frère Francescantonio) sont arrêtés, dans les environs de Lagopesole, par la Garde Nationale d'Avigliano. Ils sont exécutés immédiatement au lieu-dit Frusci (Avigliano). Une version des faits indique que Ninco Nanco a été abattu par le caporal de la Garde Nationale Nicola Coviello, de deux coups de pistolet, dont un en pleine gorge, en représailles pour le meurtre de son beau-frère, dont le bandit s'était rendu coupable le 27 juin 1863. Une autre hypothèse indique que le brigand aurait été abattu sur ordre du commandant de la Garde Nationale d'Avigliano, Don Benedetto Corbo, membre d'une des plus grandes familles de la ville, afin d'éviter que ne soient révélées ses accointances avec la bande. Deux mois plus tard, Corbo fut impliqué dans une autre affaire de complicité avec des brigands et accusé par le général Baligno, commandant des troupes du Basilicate, d'avoir relâché, sans autorisation, des membres de la bande de Ninco Nanco.
Dans ses mémoires, Crocco raconte qu'ayant eut connaissance de la mort de son lieutenant, il décida de le venger et, se trouvant à proximité du lieu de son exécution, il prépara le châtiment qu'il ferait subir à ses bourreaux, qui ne furent sauvés que par l'arrivée inopinée d'un régiment.
La dépouille de Ninco Nanco fut transportée, le jour suivant, à Avigliano, où elle fut suspendue, à titre d'avertissement, à l'Arco della Piazza. Le jour suivant, son corps fut transporté à Potenza, où il fut enseveli. Après sa mort, ses hommes rejoignirent la bande d'un brigand d'Oppido Lucano, Gerardo De Felice surnommé « Ingiongiolo ».

## Ninco Nanco dans la tradition populaire
- Après sa mort, des auteurs locaux composèrent des chansons célébrant sa condamnation et portant sur sa personne des jugement infamants[11]. Le poète Michele De Carlo, à l'époque maire d'Avigliano, composa un acrostiche moins critique sur le brigand et dont les lettres initiales forment la phrase ECCO NINCO NANCO[12].
- Dans les villages du Basilicate circula, par contre, pendant des années, une chanson populaire qui célébrait la mémoire du brigand et dont le refrain disait[13] :

« 
Ninghe Nanghe, peccé sì muerte ?
Pane e vino nan t'è mancate
La 'nzalate sté all'uerte
Ninghe Nanghe, peccé sì muerte ?
 »
- William Henry Giles Kingston écrivit un récit sur le brigand intitulé Ninco Nanco, The Neapolitan Brigand, dans Foxholme Hall and Other Tales (1867)[15].
- Ninco Nanco est mentionné, avec Carmine Crocco, par le groupe Canzoniere grecanico salentino dans le morceau Quistione Meridionale, tiré de l'album Come farò a diventare un mito (1983).
- Eugenio Bennato lui a dédié une chanson (Ninco Nanco) sur le disque Questione Meridionale (2011) ainsi que le livre Ninco Nanco deve morire, publié en 2013.
- Ninco Nanco a été interprété par Branko Tesanovic dans le film de Pasquale Squitieri, Li chiamarono... briganti! (1999).
- Il a été interprété par Fabio Troiano dans la série télévisée de Paolo Poeti, Il generale dei briganti (2012) .
- Il a donné son nom au Trophée Ninco Nanco, manifestation gastronomique qui se tient chaque année et à laquelle participent plusieurs restaurateurs du Basilicate[16]

## Crédit d'auteurs
- (it) Cet article est partiellement ou en totalité issu de l’article de Wikipédia en italien intitulé « Ninco Nanco » (voir la liste des auteurs).